# Namaquea simplex
Namaquea simplex är en insektsart som beskrevs av Abraham Munting 1969. Namaquea simplex ingår i släktet Namaquea och familjen pansarsköldlöss. Inga underarter finns listade i Catalogue of Life.